# Camponotus macilentus
Camponotus macilentus é uma espécie de inseto do gênero Camponotus, pertencente à família Formicidae.